# Rouge Sessions: De Portas Abertas
Rouge Sessions - De Portas Abertas é o segundo extended play (EP) do girl group brasileiro Rouge, lançado em 4 de fevereiro de 2019 pela Sony Music, sendo o último trabalho do grupo antes do hiato. O acústico, ao vivo-gravado na casa da integrante Aline Wirley na Floresta da Tijuca, Rio de Janeiro, também conta com os vídeos das canções sendo postados no canal do grupo no YouTube no mesmo dia. O EP visual segue o quinto e último álbum de estúdio do grupo, Les 5inq, lançado três dias antes, e conta com cinco canções do grupo em versões acústicas, dentre elas, sucessos antigos como "Ragatanga", "Um Anjo Veio Me Falar" e os mais recentes como "Bailando" e "Solo Tu".

## Antecedentes
Após o lançamento do EP 5 em outubro de 2018, o grupo seguiu em estúdio para finalizar o que seria o quinto álbum do grupo. No meio tempo, a banda fez uma ação no aplicativo de streaming Spotify para selecionar o segundo single do projeto, com a faixa "Solo Tu" sendo a escolhida. Com o lançamento do videoclipe da canção, houve fortes rumores que o girl group iria se separar e que "o novo álbum deverá ser apenas entregue por questões contratuais com a gravadora e os trabalhos como um girlband encerrado." Menos de uma semana após os rumores, no dia 24 de janeiro de 2019, a banda emitiu um comunicado oficial anunciando que o grupo iria entrar em hiato por tempo indeterminado. Em meio ao anúncio, as meninas anunciaram o lançamento do quinto álbum, Les 5inq, para o dia 1º de fevereiro de 2019, e o Rouge Sessions, um acústico em vídeo gravado na casa da integrante Aline Wirley, na Floresta da Tijuca, no Rio de Janeiro.

## Lista de faixas
Créditos retirados do mu-mo（ミュゥモ).
| Áudio          |                         | |         |  |
| N.º            | Título                  | Compositor(es)                                                                                              | Duração |  |
| 1.             | "Bailando"              | Umberto Tavares Jefferson Junior Fantine Thó                                                                | 3:31    |  |
| 2.             | "Não Dá Pra Resistir"   | Kara DioGuardi Frederik Thomander Anders Wikström Milton Guedes                                             | 3:24    |  |
| 3.             | "Solo Tu"               | Emy Perez Thó Rino Sambo Dan Valbusa Youri de Bruijn Marcelinho Ferraz Joey Mattos                          | 3:19    |  |
| 4.             | "Um Anjo Veio Me Falar" | Eliot Kennedy Suzanne Shaw Tim Woodcock Aline Wirley Thó Karin Hils Luciana Andrade Li Martins Rick Bonadio | 3:52    |  |
| 5.             | "Ragatanga"             | Manuel Ruiz Bonadio                                                                                         | 3:42    |  |
| Duração total: | Duração total:          | Duração total:                                                                                              | 17:48   |  |

| Visual |                                      |                                     |         |  |
| N.º    | Título                               | Diretor(es)                         | Duração |  |
| 1.     | "Rouge Sessions – De Portas Abertas" | Thiago Teitelroit, Philippe Noguchi | 17:29   |  |